# Jürgen Schröder (Pianist)
Jürgen Schröder (* 28. Juli 1941 in Zeulenroda) ist ein deutscher Pianist und Professor.

## Ausbildung
Jürgen Schröder hat bei Dieter Zechlin an der Hochschule für Musik „Hanns Eisler“ Berlin studiert. Mit Auszeichnung legte er 1966 dort auch sein Examen ab. Anregungen für seine Weiterentwicklung holte sich der Pianist als Schüler von Amadeus Webersinke sowie durch seine Teilnahme an mehreren Meisterkursen, zum Beispiel bei Guido Agosti, Jakow Israilewitsch Sak und Ludwik Stefański.

## Lehrtätigkeit
Gleich nach seinem Examen 1966 wurde Jürgen Schröder Dozent an der Hochschule für Musik „Hanns Eisler“ in Berlin und wirkte dort als Professor für Klavier. Unter seinen Schülern sind zahlreiche Preisträger nationaler und internationaler Wettbewerbe (u. a. Christiane Klonz, Siiri Schütz, Caroline Fischer, Gunther Leonhardt, Anne Salié und Xenia Kourkoumeli). Er selbst hielt bisher Meisterkurse in Deutschland, Skandinavien, Griechenland, Südkorea und China. In China arbeitet er derzeit als Gastdozent in Peking.

## Auftritte
Jürgen Schröder ist aber auch ein international anerkannter Konzertpianist. Von Rundfunk und Fernsehen wurde er für Aufnahmen ausgewählt. Er gibt Soloabende und konzertiert als Solist in Orchesterkonzerten, als Liedbegleiter sowie als Duopartner namhafter internationaler Künstler wie beispielsweise dem deutschen Violinisten Manfred Scherzer, der slowenischen Flötistin Irena Grafenauer und dem tschechischen Violinisten Vaclav Hudecek.
Jürgen Schröder gab bereits sehr erfolgreich Konzerte sowohl in Deutschland als auch in fast allen europäischen Ländern sowie in Ägypten, in China, in Japan, in Südkorea, auf Kuba, auf Madagaskar und in der ehemaligen Sowjetunion. Zahlreiche Pressekritiken bezeichneten sein Klavierspiel als „mitreißend und elegant“ (Stockholm), „es besticht durch ausgezeichnete Technik und große Ausdruckskraft“ (Wien).

## Diskografie
2007 ist bei claXL eine CD mit Werken von Beethoven und Mendelssohn erschienen, auf der Jürgen Schröder als Duopartner des deutschen Violinisten Manfred Scherzer zu hören ist. Es handelt sich dabei um historische Aufnahmen aus dem Deutschen Rundfunkarchiv, die in den Jahren 1971 und 1977 entstanden sind.

## Filmografie
- 1986: Wahlverwandtschaften (Studioaufzeichnung)